# Білогорівка (селище)
Білого́рівка — селище в Україні, у Лисичанській міській громаді Сіверськодонецького району Луганської області.

## Назва
Назва селища двослівна, утворена від географічної назви «гора» та слова «білий».
У XVIII сторіччі на місці селища існував зимівник Кальміуської паланки Війська Запорозького Низового як зимівник «Білогорівка».

## Історія
Селище є одним із найстаріших у Луганській області. Білогорівка згадується в Указах Петра I. Також Білогорівка позначена на ландкарті Слов'яносербії, виданій Р. Депрерадовичу та І. Шевичу.
На території ради є кургани епохи бронзи, а також знайдено поселення епохи пізньої бронзи та салтівської культури.
Територія селища у XVIII ст. була заселена селянами із Чернігівської губернії, сербами, хорватами православного віросповідання. Наприкінці XVIII ст, у селі налічувалося 21 двір, у ньому проживало 46 чоловіків, 47 жінок.
На поміщицькій землі за рахунок переселенців  усе більше виникало сіл. У 1785 році поміщиця Уляна Іванівна заселила Білогорівку (або як його ще називали — Нижній-Суров Яр). Виникла білогорівка на землі села Шипилівки, що належало тій самій Уляні Іванівні.
У 1958 році село стало центром Білогорівської селищної ради.
На території ради розташовано ряд комплексів ЗАТ «Линік», які займаються транспортуванням  та переробленням нафти. Також, одне з підприємств, розташованих на території ради, провадить видобування крейди.
За даними 1859 року тут існувало 2 поселення:
- Білогорівка (Нижній Сурів Яр), панське село, над джерелами, 52 господи, 343 особи;
- Підгорівка, панське село, над джерелами, 10 господ, 109 осіб.[2]

Селище постраждало внаслідок геноциду українського народу, вчиненого урядом СРСР у 1932—1933 роках, кількість встановлених жертв — 60 людей.
Кількість дворів — 824.

### Російсько-українська війна

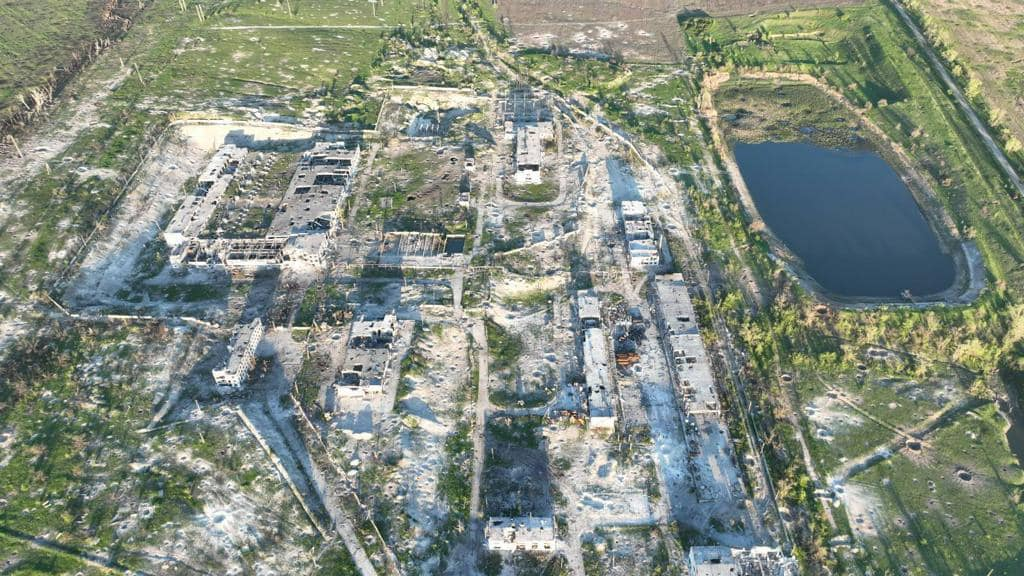
Руйнування у Білогорівці під час боїв в за село (травень 2023).

7 травня 2022 року о 16:37 в Білогорівці внаслідок російського авіаудару виникли пожежі в будівлі школи на площі близько 300 м² та в будинку культури.
Пожежу ліквідовували протягом майже чотирьох годин, після чого було проведене розбирання завалів та знайдені тіла двох загиблих.
Перед тим в підвалах школи переховувались місцеві мешканці. З-під завалів були евакуйовані 30 осіб, семеро з яких поранені. За даними Луганської ОВА імовірно, що усі 60 осіб, що залишалися під уламками будівель, загинули.
Неподалік селища російські загарбники наводили, а українські військові знищували понтонні переправи через річку Сіверський Донець. Захоплення села дало би можливість росіянам перерізати шлях Т 1302.
Зокрема, на одній з переправ (імовірно тут: 48°57′08″ пн. ш. 38°13′43″ сх. д. / 48.952268° пн. ш. 38.228645° сх. д.) протягом 8-12 травня було знищено до 70 одиниць ворожої техніки (легкої бронетехніки, інженерних машин, тощо)
Станом на 16 липня 2022 року спроби росіян захопити село не припинялись, тривають запеклі бої та щільні обстріли. До села було неможливо дістатись.
Згодом селище було окуповано росіянами, але звільнено ЗСУ 19 вересня 2022 року.

## Населення
У 1989 році в селі Білогорівка проживало 1347 осіб.
За даними перепису 2001 року населення селища становило 1192 особи, з них 87,67 % зазначили рідною українську мову, 11,41 % — російську, а 0,92 % — іншу.
У 2011 році в Білогорівці проживало 976 осіб.
У 2012 році в Білогорівці проживало 966 осіб.
У 2013 році в Білогорівці проживало 945 осіб.
У 2017 році в Білогорівці проживало 898 осіб.
У 2018 році в Білогорівці проживало 869 осіб.
У 2019 році в Білогорівці проживало 852 осіб.

## Білогорівський крейдяний кар'єр
Поруч з селищем розташований крейдяний кар'єр, у якому з 1952 по 2010 добували крейду для Лисичанського содового заводу. Спочатку крейду транспортували залізницею, а з 1954 — повітряно-канатною дорогою. Розміри кар'єра 1х1,7 км, глибина до 15 м. Навколо кар'єра — відвали з породи і непридатної крейди (мергелю) висотою 30-50 м. Останній перерахунок запасів крейди за новими кондиціями був проведений у 1973 р, запаси крейди на той момент становили 26,1 млн.т

## Персоналії
- Бурлаков Сергій Романович (нар. 21 червня 1938) — український поет
- загинув за визволення селища Биць Дмитро Святославович (2001—2022) — солдат Збройних сил України, учасник російсько-української війни, повний кавалер ордена «За мужність».
- Власюк Марія Юріївна (1994—2022) — старший сержант ЗСУ, учасник російсько-української війни, що відзначилася під час російського вторгнення в Україну 2022 року, загинула за визволення селища.
- Вітів Володимир Петрович (1979—2023)— солдат Збройних сил України, учасник російсько-української війни[17],

## Світлини

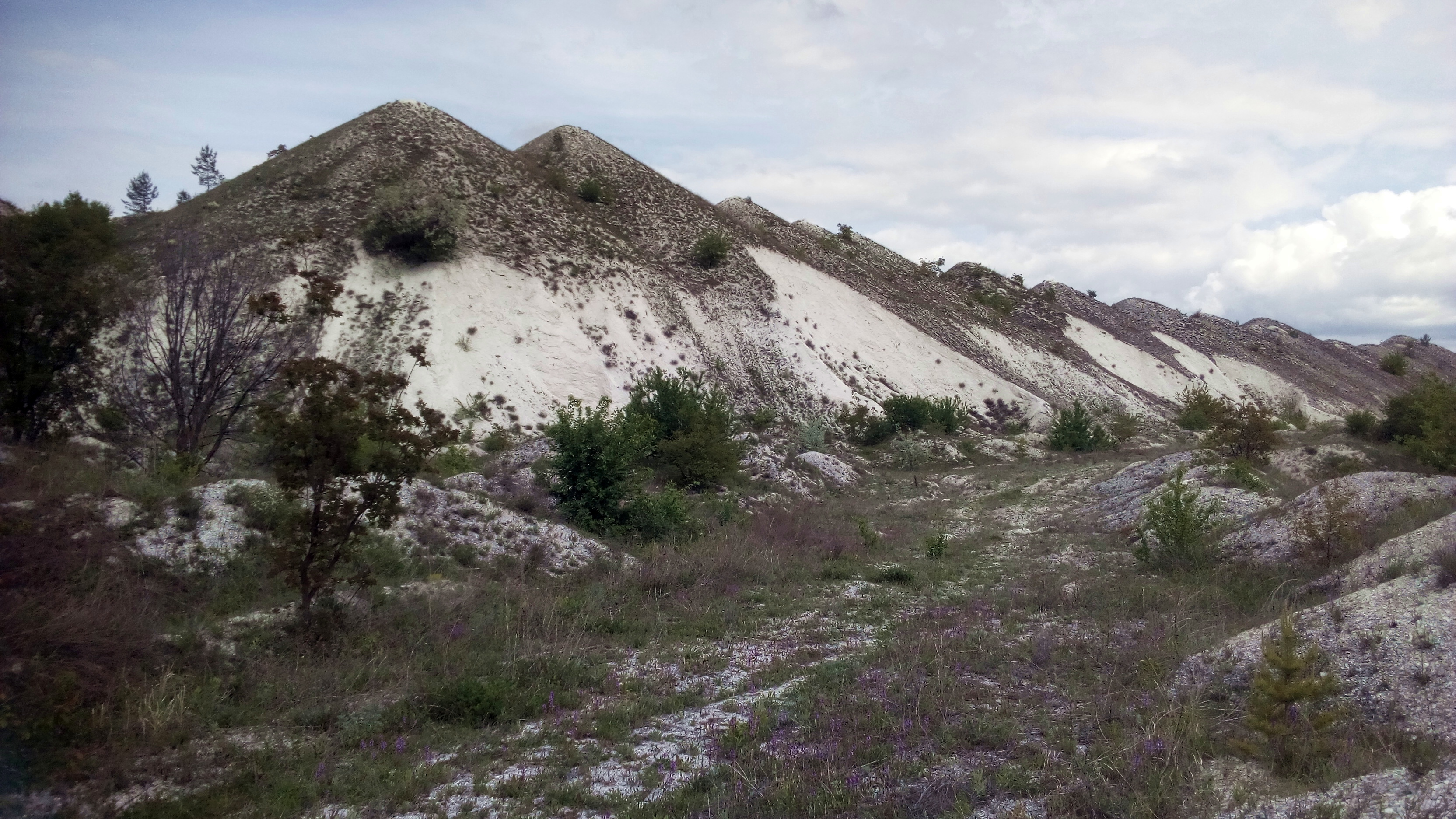
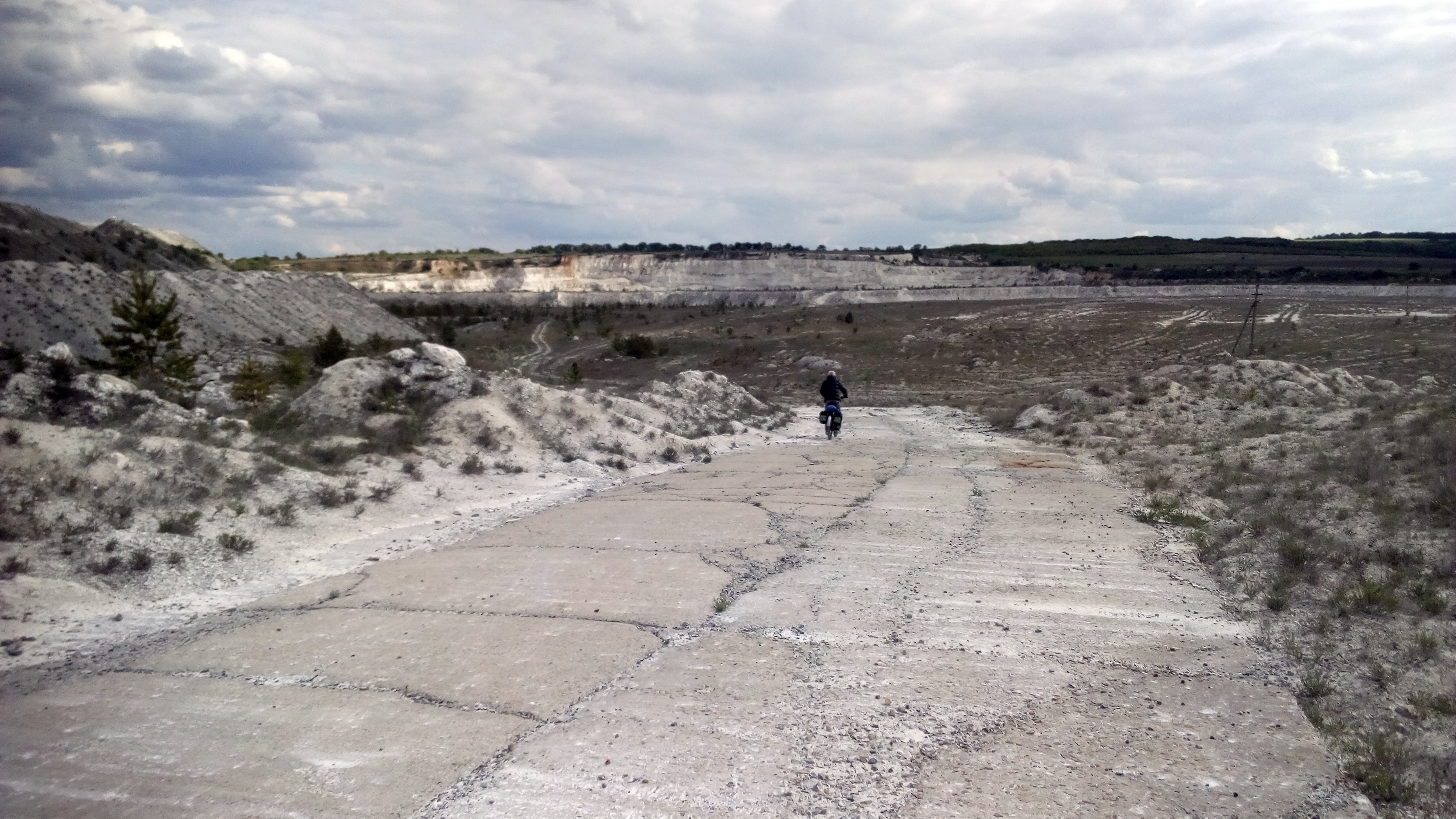
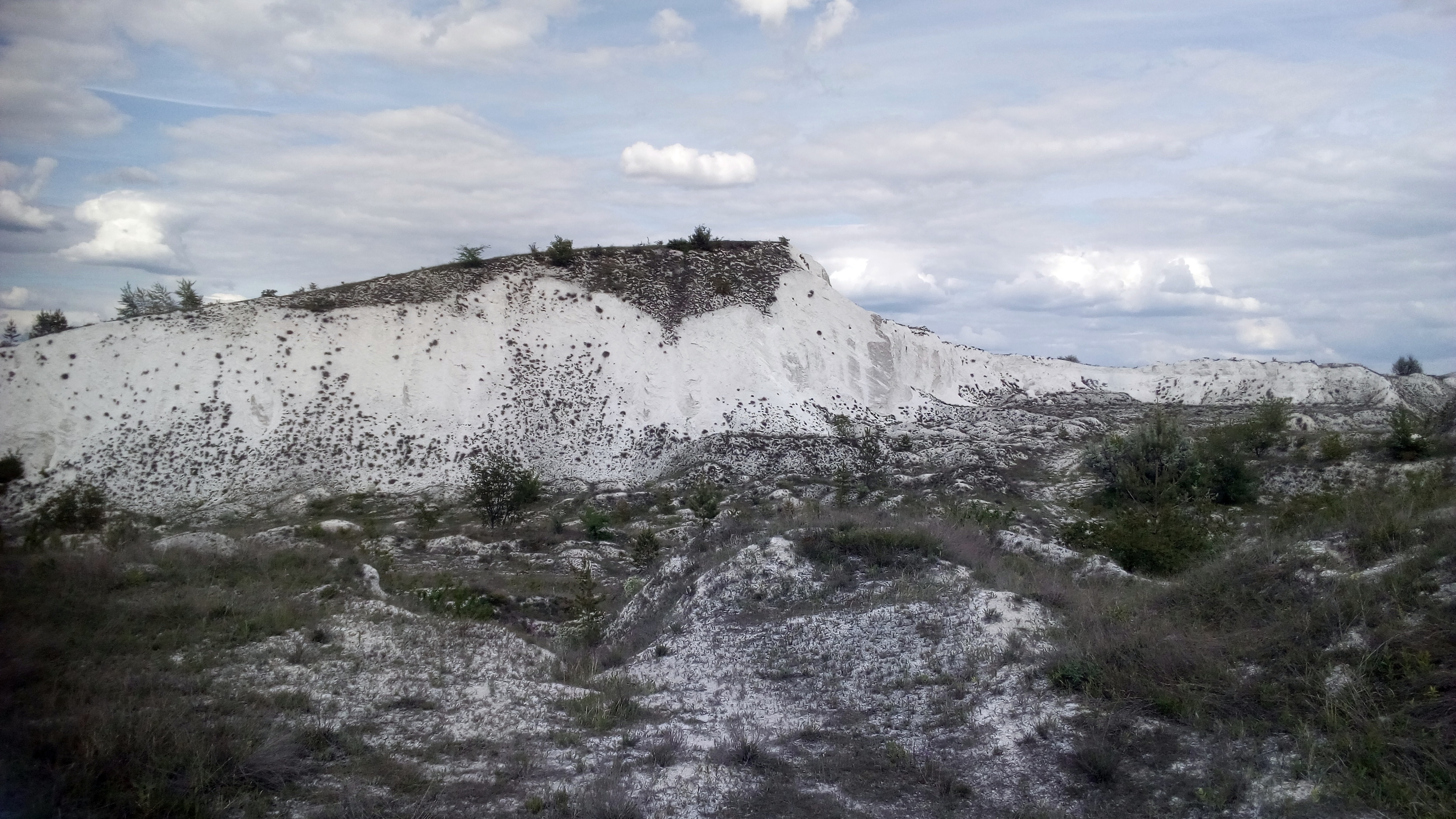
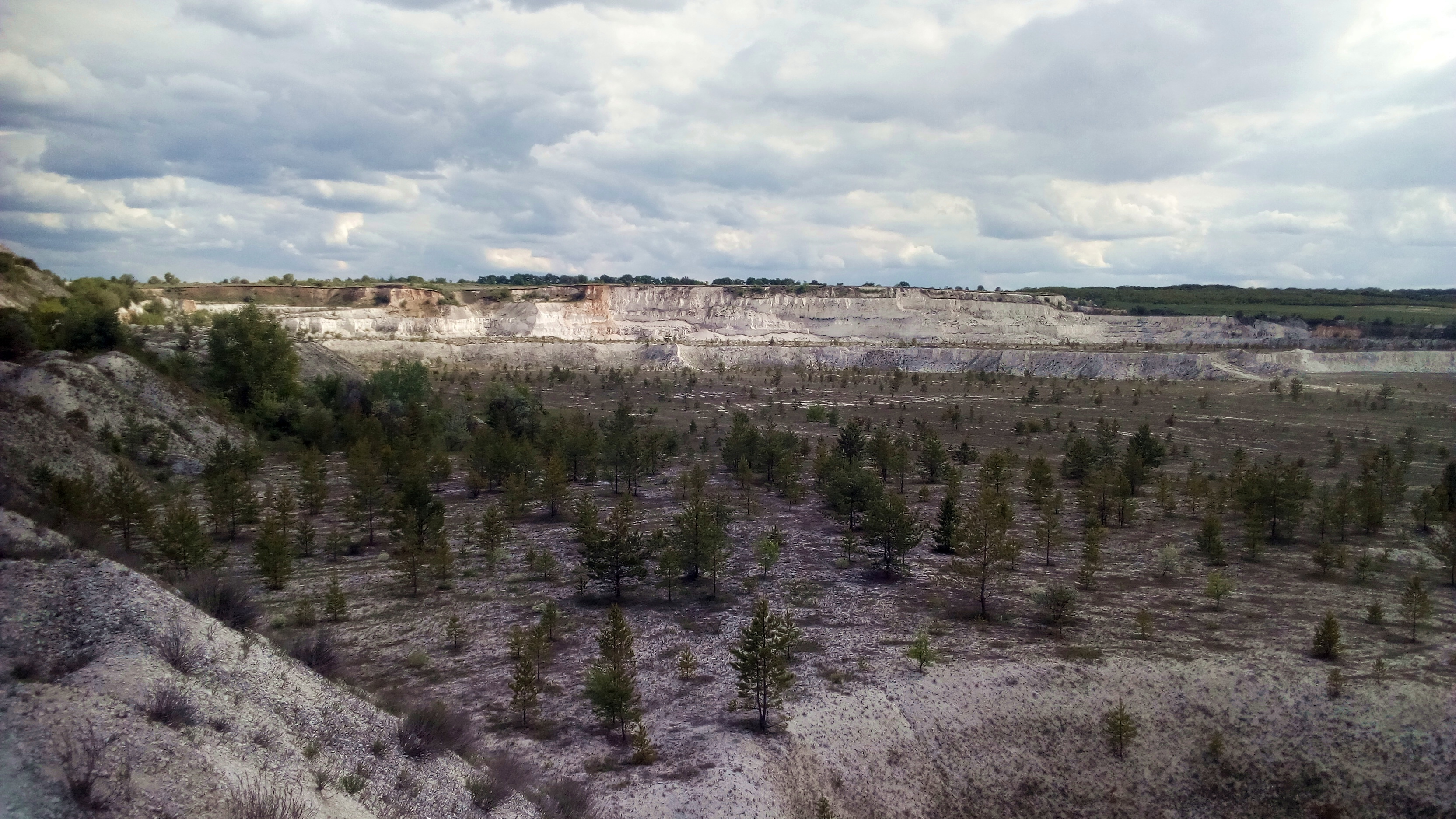